# 關人矮事
是一部1995年的美國黑幫犯罪喜劇電影，由巴里·索南菲爾德執導，改編自埃爾莫爾·倫納德的英文同名小說《矮子當道》。主演是尊·特拉華達、真·赫曼、蕾妮·羅素、丹尼·德維托。
續集為《音樂型人》，在2005年上映。

## 演員
- 尊·特拉華達 飾 Chili Palmer
- 真·赫曼 飾 Harry Zimm
- 蕾妮·羅素 飾 Karen Flores
- 丹尼·德維托 飾 Martin Weir
- 丹尼斯·法瑞那（英语：Dennis Farina） 飾 Ray "Bones" Barboni
- 狄諾·林多 飾 Bo Catlett
- 占士·簡東費尼 飾 Bear
- 瓊·葛茲 飾 Ronnie Wingate
- 芮妮·普羅普斯（英语：Renee Props） 飾 Nicki
- 大衛·皮爾（英语：David Paymer） 飾 Leo Devoe
- 馬丁·費雷羅（英语：Martin Ferrero） 飾 Tommy Carlo
- 米格爾·桑多瓦爾（英语：Miguel Sandoval） 飾 Mr. Escobar
- 雅各布·韋加斯（英语：Jacob Vargas） 飾 Yayo Portillo
- 琳達·哈特（英语：Linda Hart） 飾 Faye Devoe
- 貝蒂·蜜勒 飾 Doris

## 製作
本片的主體拍攝於1995年1月17日開始，於洛杉矶進行製作。

## 外部連結
- 互联网电影数据库（IMDb）上《Get Shorty》的资料（英文）
- AllMovie上《Get Shorty》的资料（英文）
- Box Office Mojo上《Get Shorty》的資料（英文）
- TCM电影资料库上《關人矮事》的资料（英文）
- 美国电影学会目录上的《Get Shorty》（英文）
- Box Office Mojo上《Get Shorty》的資料（英文）
- 爛番茄上《Get Shorty》的資料（英文）